# 蒙托里奥罗马诺
蒙托里奥罗马诺（義大利語：Montorio Romano），是意大利拉齐奥大区罗马首都广域市的一个市镇。总面积23.03平方公里，人口2014人，人口密度87.5人/平方公里（2009年）。ISTAT代码为058066。